# ジョン・ノーマン
ジョン・ノーマン（英: John Norman）は、アメリカ合衆国のSF作家。本名はジョン・フレデリック・ラング・ジュニア（John Frederick Lange, Jr., 1931年6月3日 - ）で、本業は哲学教授で著作家である。《反地球》シリーズでよく知られている。

## 経歴
ジョン・ラングはイリノイ州シカゴ生まれである。

### 学者としての経歴
1953年、ネブラスカ大学を卒業し、1957年には南カリフォルニア大学で修士号を取得。南カリフォルニア大学在学中の1956年1月14日に Bernice L. Green と結婚し、後に3人の子をもうけた。
1963年、プリンストン大学で博士号を取得。学位論文の題名は "In defence of ethical naturalism: an examination of certain aspects of naturalistic fallacy, with particular attention to the logic of an open question argument"。
現在はニューヨーク市立大学クイーンズ校の教授を勤めている。

### 作家としての経歴
ノーマンの小説は特に1970年代から1980年代初めにかけて人気となり、数百万部が売れた。人気の要因として、当時のアメリカ社会への不満が彼の描く別の社会に反映されていたためとも言われている。また、単に男尊女卑的SM官能小説が法律で禁止されている州でもノーマンの小説は読むことができたから、という説もある。
1980年代中ごろ以降、部数は減っていった。この原因としてポリティカル・コレクトネスやフェミニズムの流れが大きくなり、消費者や利益団体がノーマンの本の不買運動を展開したからとする主張がある。このためノーマンの本は書店や図書館から姿を消した。ノーマン自身も彼をブラックリストに載せた出版社を非難した。
BDSMが一般に認知されインターネットが成長するに連れて、ノーマンの作品は通常の出版の流通とは異なる場所で復活した。《反地球》シリーズのファンは Gorean と称し、インターネットや私的領域で一種のサブカルチャーを形成していった。現在、《反地球》シリーズ全26作が再び出版されており、新作も出ている。

## 作品テーマ
ノーマンはエドガー・ライス・バローズの追随者の1人で、《反地球》シリーズは《火星》シリーズによく似ている。ノーマンの小説には哲学や社会学の長い論文のような部分があり、（不正行為から核戦争まで）現代社会のあらゆる問題を批判する内容であることが多い。様々な社会、文化、倫理、技術などを描くが、常に男性を主人公とする冒険小説の体裁であり、女性や子供はほとんど無視されている。
ノーマンの小説はニーチェ風の自然の秩序に基づいて生きることを強調しており、特に強さに代表される才能によるヒエラルキーを正当化している。このようなヒエラルキーを前提とし、性差を進化心理学的に分析し、女性は男性にとって補助的役割を担う者で、比喩的に奴隷であると結論付けている。彼の作品では文字通りにそのような状況が展開する。主人公はヒロインを奴隷化し、奴隷化されることでその役割にすぐさま順応する。ノーマンや彼のファン (Goreans) はこれを誇るべき性質だと考えており、その点が批判されている。作品の内容のどの部分が作者の哲学の表れで、どの部分が性的ファンタジーなのかは議論の余地がある。小説に現れるボンデージや彼のノンフィクションである Imaginative Sex という本に現れているのは明らかに完全に性的なものであり、そこに表現されている哲学は男性優位の考え方であることは疑問の余地がない。しかし、作品の中では時に強い女性が男性を捕らえて一時的に奴隷化する場面もよく描かれている。

## 日本語訳のある作品
すべて《反地球》シリーズ。創元推理文庫（東京創元社）刊。
1. ゴルの巨鳥戦士（1975年）ISBN 4-488-65301-4 / Tarnsman of Gor（1966年）
2. ゴルの無法者（1977年）ISBN 4-488-65302-2  / Outlaw of Gor（1967年）
3. ゴルの神官王（1979年）ISBN 4-488-65303-0  / Priest-Kings of Gor（1968年）
4. ゴルの遊牧民（1982年）ISBN 4-488-65304-9  / Nomads of Gor（1969年）
5. ゴルの暗殺者（1982年）ISBN 4-488-65305-7  / Assassin of Gor（1970年）
6. ゴルの襲撃者（1988年）ISBN 4-488-65306-5  / Raiders of Gor（1971年）